# 徳島県道・高知県道113号東祖谷山大杉停車場線
徳島県道・高知県道113号東祖谷山大杉停車場線（とくしまけんどう・こうちけんどう113ごう ひがしいややまおおすぎていしゃじょうせん）は、徳島県三好市から高知県長岡郡大豊町に至る一般県道である。

## 概要
徳島県三好市東祖谷新居屋から高知県長岡郡大豊町中村大王に至る。

### 路線データ
- 起点：徳島県三好市東祖谷新居屋（国道439号・国道492号上、徳島県道32号山城東祖谷山線終点）
- 終点：高知県長岡郡大豊町中村大王（JR四国土讃線 大杉駅前）
- 総延長：km（徳島県側：14.076 km[1]）

## 歴史
- 1959年（昭和34年）1月31日 - 徳島県道・高知県道東祖谷山大杉停車場線として認定
- 1972年（昭和47年）3月10日 - 徳島県道・高知県道113号東祖谷山大杉停車場線として再認定
- 1982年（昭和57年）4月1日 - 国道439号の指定により徳島県側の単独区間がなくなる。

## 路線状況
徳島県内では全線が国道439号、国道492号との重複区間である。
徳島県および高知県の県境にあたる京柱峠周辺は冬季閉鎖されている。

### 重複区間
- 国道439号・国道492号（徳島県三好市東祖谷新居屋（起点） - 高知県長岡郡大豊町西土居）
- 国道32号（高知県長岡郡大豊町西土居）
- 国道439号（高知県長岡郡大豊町穴内 - 長岡郡大豊町高須）
- 国道32号（高知県長岡郡大豊町穴内 - 長岡郡大豊町高須）

### 道路施設

#### 橋梁
- 高知県
  - 新太平橋（南小川、長岡郡大豊町、国道439号重複区間内）

#### トンネル
起点から
- 高知県
  - 落合トンネル：2017年（平成29年）竣工、長岡郡大豊町（国道439号重複区間内）
  - 粟生（あおう）トンネル：延長161 m、1996年（平成8年）竣工、長岡郡大豊町（国道439号重複区間内）

## 地理

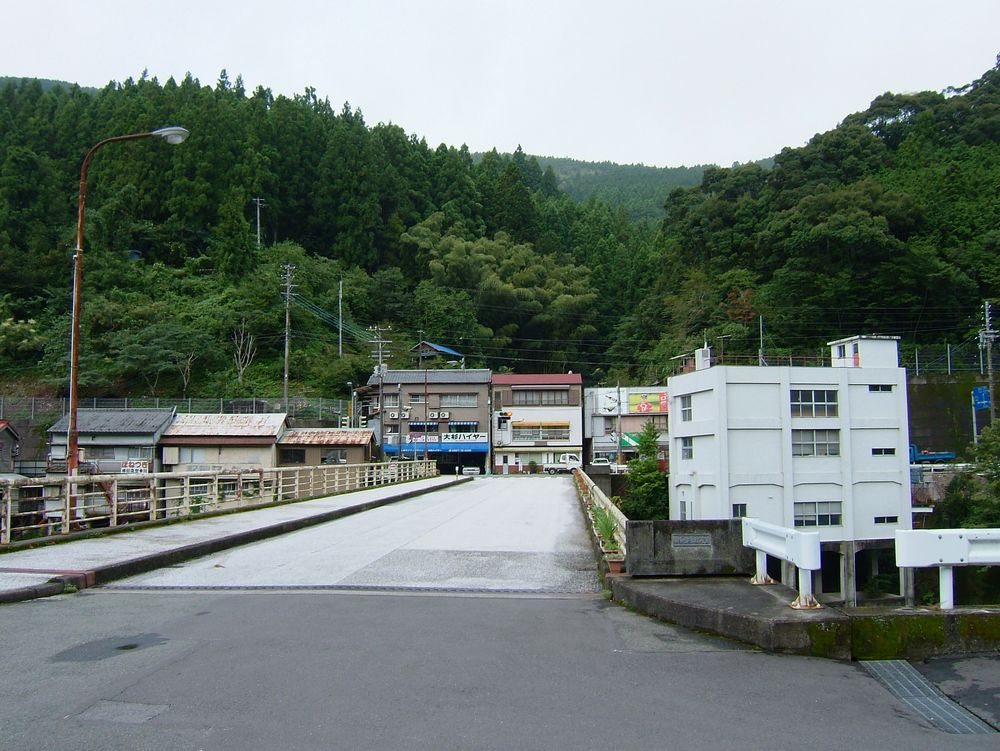
大杉駅前（手前側が終点）

### 通過する自治体
- 徳島県
  - 三好市
- 高知県
  - 長岡郡大豊町

### 交差する道路
| 交差する道路                                                             | 都道府県名 | 市町村名 | 市町村名 | 交差する場所 | 交差する場所 |
| ------------------------------------------------------------------------ | ---------- | -------- | -------- | ------------ | ------------ |
| 国道439号 重複区間起点 国道492号 重複区間起点 徳島県道32号山城東祖谷山線 | 徳島県     | 三好市   | 三好市   | 東祖谷新居屋 | 起点         |
| 高知県道260号豊永停車場線                                                | 高知県     | 長岡郡   | 大豊町   | 東土居       |              |
| 国道32号 重複区間起点                                                    | 高知県     | 長岡郡   | 大豊町   | 西土居       |              |
| 国道32号 重複区間終点 国道439号 重複区間終点 国道492号 重複区間終点      | 高知県     | 長岡郡   | 大豊町   | 西土居       |              |
| 高知県道261号大田口停車場線                                              | 高知県     | 長岡郡   | 大豊町   | 船戸         |              |
| 国道32号 重複区間起点 国道439号 重複区間起点 国道492号 重複区間起点      | 高知県     | 長岡郡   | 大豊町   | 穴内         |              |
| 国道439号 重複区間終点 国道492号 重複区間終点 高知県道17号本川大杉線     | 高知県     | 長岡郡   | 大豊町   | 高須         |              |
| 国道32号 重複区間終点                                                    | 高知県     | 長岡郡   | 大豊町   | 高須         |              |

### 交差する鉄道
- 土讃線

### 沿線
- 土讃線
  - JR四国豊永駅 - 大田口駅 - 大杉駅

### 峠
起点から
- 徳島県
  - 京柱峠（三好市 - 高知県長岡郡大豊町、国道439号重複区間内）